# Водаль, Йоар
Йоар Водаль (норв. Joar Vaadal, род. 2 августа 1960, Стейнхьер, Нур-Трёнделаг) — норвежский футболист, выступавший на позиции нападающего, чемпион и обладатель кубка Норвегии в составе «Лиллестрёма», участник летних Олимпийских игр 1984 года.

## Биография

### Клубная карьера
Йоар Водаль родился в небольшом норвежском городе Стейнхьер. Здесь же начал играть в футбол в составе местного клуба. В 1984 году Водаль перешёл в состав серебряного призёра национального чемпионата «Лиллестрём». В первом сезоне норвежский нападающий сыграл 22 матча в чемпионате и забил 10 голов. В Кубке Уефа «Лиллестрём» вылетел уже в первом раунде, уступив «Лейпцигу». В 1985 году «Лиллестрём» вновь завоевал серебро чемпионата Норвегии, а Водаль в 21 матче забил 11 голов, войдя в пятёрку лучших бомбардиров чемпионата. Также вместе с клубом Йоар стал обладателем национального кубка. В дальнейшем результативность Водаля пошла на спад и за два последующих сезона Йоар забил всего 4 мяча в 34 играх, при этом в 1986 году он вместе с «Лиллестрёмом» стал чемпионом страны. В 1988 году Водаль вернулся в «Стейнхьер», где и завершил спортивную карьеру.

### Карьера в сборной
В составе сборной Норвегии Водаль дебютировал 20 июня 1984 года в товарищеском матче против сборной Исландии. Спустя месяц Йоар был включён в заявку для участия в летних Олимпийских играх в США. В первом матче олимпийского турнира против сборной Чили Водаль вышел на замену, но не смог отличиться и матч завершился со счётом 0:0. Матч против французов Йоар пропускал, а сборная Норвегии уступила 1:2. В заключительном туре норвежцам необходимо было побеждать Катар и надеяться на поражение чилийцев в матче против сборной Франции. На матч с Катаром Водаль вышел в стартовом составе и смог забить два мяча. В параллельном матче сборные Чили и Франции сыграли вничью и сборная Норвегии завершила борьбу за медали. Два мяча, забитые в ворота Катара, остались единственными для Водаля в составе национальной сборной. Всего на его счету 10 матчей.
Матчи за сборную
| Матчи Водаля за сборную Норвегии | Матчи Водаля за сборную Норвегии | Матчи Водаля за сборную Норвегии | Матчи Водаля за сборную Норвегии | Матчи Водаля за сборную Норвегии | Матчи Водаля за сборную Норвегии | Матчи Водаля за сборную Норвегии |
| №                                | Дата                             | Город                            | Соперник                         | Счёт                             | Голы                             | Турнир                           |
| -------------------------------- | -------------------------------- | -------------------------------- | -------------------------------- | -------------------------------- | -------------------------------- | -------------------------------- |
| 1                                | 20 июня 1984                     | Рейкьявик                        | Исландия                         | 1:0                              | —                                | Товарищеский матч                |
| 2                                | 29 июля 1984                     | Бостон                           | Чили                             | 0:0                              | —                                | Олимпийские игры 1984            |
| 3                                | 2 августа 1984                   | Бостон                           | Катар                            | 2:0                              | 2                                | Олимпийские игры 1984            |
| 4                                | 29 августа 1984                  | Драммен                          | Польша                           | 1:1                              | —                                | Товарищеский матч                |
| 5                                | 26 сентября 1984                 | Копенгаген                       | Дания                            | 0:1                              | —                                | Отборочный турнир ЧМ-1986        |
| 6                                | 17 декабря 1984                  | Каир                             | Египет                           | 1:0                              | —                                | Товарищеский матч                |
| 7                                | 20 декабря 1984                  | Исмаилия                         | Египет                           | 1:0                              | —                                | Товарищеский матч                |
| 8                                | 26 февраля 1985                  | Рексем                           | Уэльс                            | 1:1                              | —                                | Товарищеский матч                |
| 9                                | 22 мая 1985                      | Гётеборг                         | Швеция                           | 0:1                              | —                                | Товарищеский матч                |
| 10                               | 14 октября 1986                  | Осло                             | СССР                             | 0:0                              | —                                | Отборочный матч ОИ-1988          |

Итого: 10 матчей / 2 гола; 4 победы, 4 ничьи, 2 поражения.